# Distrito 209 de Escuelas Secundarias del Municipio de Proviso
El Distrito 209 de Escuelas Secundarias del Municipio de Proviso (Proviso Township High Schools District 209) es un distrito escolar de Illinois. Tiene su sede en Forest Park.
El distrito gestiona escuelas preparatorias (high schools). Sirve a Bellwood, Berkeley, Broadview, Forest Park, Hillside, Maywood, Northlake, Melrose Park, Stone Park, y Westchester.

## Escuelas
- Escuela Secundaria Proviso East (Proviso East High School) (Maywood)
- Escuela Secundaria Proviso West (Proviso West High School) (Hillside)
- Escuela magnet: Proviso Math and Science Academy (Academia Proviso de Matemáticas y Ciencias) (Forest Park)